# Le Chimiste repopulateur
 (juillet 2025).
Pour plus de détails, voir Fiche technique et Distribution.
Le Chimiste repopulateur est un français réalisé par Georges Méliès, sorti en 1901, au début du cinéma muet.